# Les Actualités françaises
Pour les articles homonymes, voir Actualité (homonymie).
 (mai 2023).
Si vous disposez d'ouvrages ou d'articles de référence ou si vous connaissez des sites web de qualité traitant du thème abordé ici, merci de compléter l'article en donnant les références utiles à sa vérifiabilité et en les liant à la section « Notes et références ».
Les Actualités françaises est la principale société française diffusant dans les salles de cinéma françaises ce que les spectateurs appellent « les actualités » du 4 janvier 1945 au 25 février 1969. Après le monopole transitoire de France Libre Actualités, qui dura trois mois, l'équipe fondatrice, notamment composée d'anciens membres du Comité de libération du cinéma français (CLCF) crée la société « les Actualités françaises » en janvier 1945. Le premier journal est projeté le 4 janvier. D'une durée moyenne de 15 minutes, il est constitué de sujets consacrés pour l'essentiel à la guerre, à ses conséquences et à la reconstruction. Il comporte aussi des images de l'étranger, rubrique « Regard sur le monde », dont le public a été privé pendant 4 ans.

## Histoire

### Création
Le genre de la presse cinématographique est créé en 1908 par Charles Pathé pour diffuser, chaque semaine, le « Pathé-Journal », sous l'emblème du coq chantant, avec des sujets tournés aux quatre coins du monde, dont beaucoup de chroniques de conflits militaires. Ils ont vocation à être distribués dans de nombreux pays, avec sous-titrage. Deux ans après, d'autres créations, Gaumont-Actualités, Éclair-Journal et Éclipse-Journal voient le jour.
Jugée peu rentable, la production de Pathé-Journal est abandonné en 1926. Charles Pathé dès 1918 ne croyait pas au développement économique du cinéma. Il liquide des actifs de sa société et la vend pour 50 millions de francs au producteur Bernard Natan (1886-1942), avec le concours des banquiers Bauer et Marchal. Après avoir cédé la filiale aux États-Unis et l'usine de films vierges de Vincennes, il ne conserve qu'un atelier de tirage à Joinville. Bernard Natan reprend la production du « Pathé Journal » qui devient le premier journal français d'actualités sonores, à l'époque où ces produits récupèrent du son et de la couleur.
De son côté, la société « France-Actualités-Gaumont » est dirigée à de 1932 et jusqu'en 1942 par Germaine Dulac (1882-1942), issue du journal féministe La Française, où elle rédige des critiques de théâtre. elle fonde en 1938 la « fédération des archives filmées », pour regrouper les fonds de plusieurs entreprises et associations. L'actionnaire, la société Gaumont, se trouve contrôlée par le groupe financier Empain, majoritaire à son conseil d'administration.
En 1931, la presse filmée devient un marché très concurrentiel en France, avec sept journaux hebdomadaires diffusés dans les cinémas : le Pathé-Journal, France-Actualités (groupe Gaumont), Éclair-Journal, Actualités-Paramount, Fox-Movietone, Metrotone-News et Paris-Actualités.

### L'entre-deux-guerres: âge d'or des Actualités

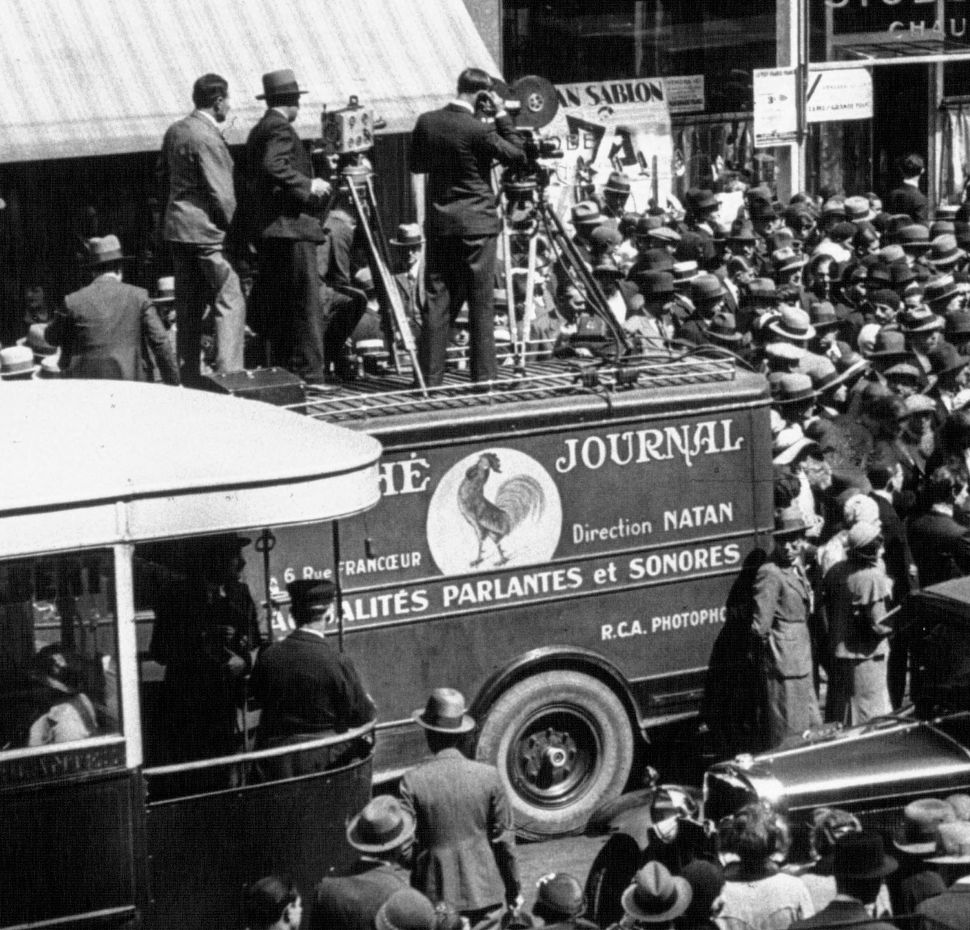
Une équipe de reportage du Pathé Journal en action avenue de l'Opéra en 1932.

Les années 1930 constituent l'âge d'or des actualités cinématographiques, qui deviennent la source d'information privilégiée pour les classes populaires. La société choisit de relater de grands évènements, comme le lancement du paquebot Normandie en 1932, son voyage inaugural en 1935 et la plupart de ses aventures jusqu'en 1939, l'assassinat du roi Alexandre Ier de Yougoslavie à Marseille en 1934, la guerre d'Espagne, la catastrophe du zeppelin Hindenburg détruit par le feu ou l'Exposition internationale de Paris en 1937. De nouvelles utilisations sont entrevues à partir de 1935, avec l'installation d'un émetteur ondes-courtes au sommet de la tour Eiffel qui permet la diffusion de programmes réguliers. Le premier numéro du journal commenté de France-Actualités-Gaumont est diffusé lui en 1932.
Au début de 1936, à la suite d'une campagne antisémite et de manœuvres entreprises par des industriels pour prendre le contrôle de la société, le Tribunal de Commerce nomme un administrateur provisoire qui déclare la faillite, en raison d'un passif estimé à 60 millions de francs, qui ne pourra « jamais être comblé ». Au même moment, le gouvernement de Front populaire de Léon Blum se fait plus interventionniste envers les agences d'information. En janvier 1937, il exige de prendre le contrôle de l'Agence Radio, l'Agence Havas lui cède 51 % de l'actif. Le gouvernement accepte alors de verser une subvention de 200 000 francs par mois à l'Agence Radio. Parallèlement, il demande à l'Agence Havas de reprendre aux industriels qui le détenaient une part du capital de France Actualités. Ceux-ci sont déboutés de l'action en justice entreprise pour s'y opposer. L'Agence Havas contrôle alors 52 % de l'entreprise, rebaptisée « Les diffusions modernes » et Gaumont le solde. Un arrêté oblige les directeurs de journaux filmés à « remettre au gouvernement » une copie de leur production et Jean Zay devient administrateur-délégué de France-Actualités, le produit-phare de la société des diffusions modernes. La France compte deux principaux journaux filmés avant-guerre : Pathé-Journal et France-Actualités.

### Sous l'Occupation
Sous l'Occupation, en zone occupée on passe à un monopole avec la diffusion de l’édition française des « Actualités mondiales » de la Deutsche Wochenschau. Le journal filmé de la société, domicilié rue François-Ier à Paris, est considéré comme d'obédience nazie. En zone libre, Jean-Louis Tixier-Vignancour, secrétaire adjoint à l’information pour le cinéma et la radio, négocie avec André Verdet-Kléber, directeur des établissements Veka à Marseille, pour réaliser un journal d’actualités en français à la gloire de Philippe Pétain. Il est prévu qu'il soit distribué d’abord en zone libre et plus tard dans l’ensemble du territoire. À la Libération, les diffusions modernes sont fusionnées avec cette nouvelle version germano-française de France-Actualités qui avait été recrée en août 1942, dotée d'un nom français pour ne pas trop offenser le gouvernement collaborateur de Vichy, puis baptisée en septembre 1944 « France Libre Actualités », qui devient finalement une société d'État, fondée en 1945 et renommée « les Actualités françaises ».

### Après-guerre
Le grand tournant dans l'histoire de la presse filmée d'après-guerre se situe en janvier 1946. La guerre finie, la vie politique et économique sur la voie de la reconstruction, le monopole de l'information n'a plus lieu d'être : une décision de la Direction générale de la cinématographie autorise les sociétés de presse filmée, dont l'activité avait cessé du fait de la guerre, de l'Occupation et du gouvernement de Vichy, à reparaître. Mais l'époque a ses contraintes : censure étatique, contingentement de la pellicule.
Pathé, Éclair, Fox puis Gaumont rejoignent les « Actualités françaises » sur les écrans. La concurrence engendre l'émulation mais aussi une solidarité dont témoigne la « Rota » (rotation) ou de Pool : les équipes multiples ne sont pas nécessaires sur tous les terrains, la société qui couvre un événement pourra, tout en conservant le négatif original, faire bénéficier les autres de copies dont elles auront la libre utilisation.
Les premières années seront celles de l'âge d'or de la presse filmée. La télévision, trop chère, trop petit format, est très loin de couvrir l'ensemble du territoire national, notamment en Afrique du Nord. A contrario, les salles de cinéma, grâce à l'essor du cinéma français et à l'arrivée massive des films américains, attirent un public considérable et surtout régulier, assurant aux journaux hebdomadaires d'actualités un public de fait, accoutumé à une image définie et contrastée sur grand écran.

### Déclin et fin
Bien que plus courtes que pendant la période de guerre, les éditions nationales des Actualités françaises des années 1950 contentent les besoins d'un public qui vient chercher au cinéma la juste dose d'images lui permettant d'identifier les visages des nouveaux ministres ou les images des conflits sur lesquels la presse écrite l'aura largement informé au quotidien.
Cependant, au fil des années, la télévision progresse et menace la primauté des actualités cinématographiques. Il faut donc innover et proposer autre chose. Si l'information politique est toujours traitée de façon classique, l'aspect plus documentaire des sujets tend vers la réalisation de véritables courts métrages (« Jean Moulin au Panthéon », « l'artiste dans la cité », « les jeunes »…), atteignant des métrages qui, en d'autres temps étaient ceux de la propagande nazie et pétainiste.
« Les Actualités françaises », société indépendante sans liens autres que contractuels avec les salles, jettent leurs derniers feux en mai et juin 1968, par des éditions entièrement consacrées aux événements : réalisation et esthétique formelles, musique minimaliste.
Le fonds des Actualités françaises est racheté en 1969 par la société d'État de radio et télévision française l'ORTF à la suite de sa cessation d'activité. Ils sont aujourd'hui conservés à l'Institut national de l'audiovisuel (INA).

## Ambiance de la diffusion
L'écrivain et historien Jean-Paul Caracalla se souvient, en 2012, des Actualités, qu'il voyait dans un cinéma parisien :

« Toute la semaine je pensais au film que j'irais voir le jeudi suivant dans mon cinéma de quartier préféré. Ses sièges confortables munis de cendriers à chaque accotoir offraient un confort apprécié. On fumait beaucoup au cinéma, dans le faisceau lumineux du projecteur on voyait planer une couche nuageuse au-dessus des têtes. L'orage n'était pas loin, car, après la projection de l'assommant documentaire, la salle s'agitait soudain à la diffusion des Actualités de Pathé-Journal. On avait sifflé copieusement Hitler et Mussolini, maintenant c'était le tour des leaders des partis politiques. Les différentes sensibilités du public se manifestaient bruyamment. Les pleutres n'étaient pas les moins tapageurs : protégés par l'obscurité, ils se déchainaient. Les sifflets, les huées, les insultes offraient une idée de la diversité des opinions des spectateurs. L'entracte avec son esquimau glacé calmait les ardeurs. Les manifestants regagnaient leurs place, unis dans le culte de la vedette du grand film. »

## Contenus
Type de sujets très courts, d'une durée moyenne de 40 secondes. S'y ajoutent des sujets moins directement informatifs, plus spectaculaires, sur la mode, le sport, la culture.
À l'édition nationale des Actualités françaises s'ajoutent une édition régionale (en particulier pour l'Afrique du Nord), une édition pour l'étranger ainsi que des films documentaires et un magazine Vie nord-africaine.
Les informations, outre la politique intérieure française rendent aussi compte :
1. de la construction de l'Europe ;
2. de la guerre d'Indochine ;
3. des colonies françaises.